# Чорна котяча акула панамська
Чорна котяча акула панамська (Apristurus stenseni) — акула з роду Чорна котяча акула родини Котячі акули. Інша назва «панамська примарна котяча акула».

## Опис
Загальна довжина досягає 23 см. Голова видовжена. Морда помірно довга. Ніс загострений. Очі маленькі (2-3% усієї довжини тіла акули) з мигательною перетинкою. За ними розташовані невеличкі бризкальця. Ніздрі відносно маленькі, у 1,8 рази менші відстані між ніздрями. Губні борозни довгі. Рот доволі великий, розширений у передній частині, зігнутий. Зуби дрібні, з численними верхівками, з яких центральна найдовша. У неї 5 пар довгих зябрових щілин. Тулуб тонкий, стрункий, звужується до голови. луска голчаста, розкидана по шкірі. Грудні плавці помірно великі. Має 2 спинних плавця. Перший розташовано навпроти черевних плавців, задній — анального. Задній спинний плавець більше за передній. Черевні плавці великі. Анальний плавець короткий та високий. Хвостовий плавець вузький і доволі довгий, з добре розвиненим гребенем, на якому є зубчики по краях.
Забарвлення однотонне — чорне.

## Спосіб життя
Тримається на глибинах 900–1000 м. Доволі малоактивна й млява акула. Полює на здобич біля дна, є бентофагом. Живиться креветками, крабами, омарами та іншими безхребетними, а також невеличкою костистою рибою.
Статева зрілість у самців настає при розмірах 20-21 см. Це яйцекладна акула. Самиця відкладає 2 яйця.
Не є об'єктом промислового вилову.

## Розповсюдження
Мешкає у східній частині Тихого океану: в районі Панамського каналу. Звідси походить назва цієї акули.